# 斯圖爾特 (阿拉巴馬州)
斯圖爾特（英語：Stewart）是一個位於美國阿拉巴馬州黑爾縣的非建制地區。該地的面積和人口皆未知。

## 地理
斯圖爾特的座標為32°54′40″N 87°42′22″W / 32.91111°N 87.70611°W，而該地的平均海拔高度為41米（即135英尺）。